# Rudy Regalado
Héctor José Regalado, mais conhecido como Rudy Regalado  (Caracas,29 de janeiro de 1943 - Las Vegas,4 de novembro de 2010), foi um músico venezuelano.

## Discografia selecionada
| Ano  | Álbum                                        | Artista                           | Crédito                             |
| 1972 | Celebration                                  | El Chicano                        | Percussão, Bateria                  |
| 1973 | Chicano                                      | El Chicano                        | Percussão, Bateria                  |
| 1974 | Cinco                                        | El Chicano                        | Percussão, Bateria                  |
| 1974 | Yaqui                                        | Yaqui                             | Bateria                             |
| 1975 | Pyramid of Love & Friends                    | El Chicano                        | Percussão, Bateria                  |
| 1976 | Viva El Chicano! Their Very Best             | El Chicano                        | Vocals, Timbales, Percussão         |
| 1977 | Blue Note Live at the Roxy                   | Alphonse Mouzon (Various Artists) | Timbales, Percussão                 |
| 1977 | Roots                                        | Quincy Jones                      | Percussão                           |
| 1988 | Immigrants                                   | Joe Zawinul                       | Vocals, Percussão                   |
| 1990 | Thinking of You                              | Alex Acuña and the Unknowns       | Percussão                           |
| 1992 | Iroko                                        | Bill Summers                      | Compositor                          |
| 1994 | Gloria                                       | Rudy Regalado y Chévere           | Producer, Bateria, Vocals, Timbales |
| 1996 | My People                                    | Joe Zawinul                       | Percussão, Compositor               |
| 1998 | Painting the Moment                          | El Chicano                        | Percussão, Timbales                 |
| 1999 | Suckers                                      | Original Soundtrack               | Percussão                           |
| 2000 | Late Night Sessions                          | Caravana Cubana                   | Cata, Timbales                      |
| 2000 | Acuarela de Tambores                         | Alex Acuña                        | Maracas, Chekere                    |
| 2002 | Faces & Places                               | Joe Zawinul                       | Percussão                           |
| 2002 | Cinco de Mayo Celebration                    | Various Artists                   | Timbales, Percussão                 |
| 2002 | Del Alma                                     | Caravana Cubana                   | Timbales, Cata                      |
| 2004 | 20th Century Masters - Millennium Collection | El Chicano                        | Timbales, Percussão                 |